# Devil’s Knot – Im Schatten der Wahrheit
Devil’s Knot – Im Schatten der Wahrheit ist eine US-amerikanische Filmbiografie von Atom Egoyan aus dem Jahr 2013 mit Colin Firth, Reese Witherspoon und Stephen Moyer in den Hauptrollen. Der Film basiert auf dem gleichnamigen Bestseller von Mara Leveritt, der den Fall der West Memphis Three beschreibt.

## Handlung
West Memphis im US-Bundesstaat Arkansas: Drei achtjährige Jungen – Stevie Branch, Christopher Byers und Michael Moore – sind in den Robin Hood Hills, einem von Wäldern umgebenen Sumpfgebiet, verschwunden. Noch am selben Abend stürzt ein offenbar geistig verwirrter Mann, völlig verschmiert mit Matsch und Blut, in ein Restaurant der Kleinstadt. Die hinzugerufene Polizei kann ihn nicht finden. Nach einer ausgedehnten Suche werden die drei Jungen, die mit ihren eigenen Schnürsenkeln gefesselt wurden, tot in einem Fluss gefunden. Einer von ihnen ist an Messerstichen verblutet, die anderen sind ertrunken.
Aufgrund der gewalttätigen und sexuellen Natur der Verbrechen sind die Gemeinde und die Kleinstadt-Polizei davon überzeugt, dass die Morde das Werk eines satanischen Kultes sind. Hausdurchsuchungen bei einer Gruppe verhaltensauffälliger Jugendlicher bestärken die Polizei in ihrem Verdacht. Sie findet rituelle Artefakte, okkulten Lesestoff und Heavy Metal. Der Fall scheint klar. Die drei Jugendlichen Jessie Misskelley (17), Jason Baldwin (16) und Damien Echols (18) werden schließlich verhaftet. Alle drei sind Außenseiter und Heavy-Metal-Fans. Misskelley gesteht nach einem 12-stündigen Verhör ohne Anwesenheit eines Anwaltes oder seiner Eltern die Morde und belastet Baldwin und Echols. Dass seine Aussage von Halbwahrheiten und Logikfehlern strotzt, will niemand sehen. Der achtjährige Aaron Hutcheson belastet unter sanftem Druck seiner finanziell angeschlagenen Mutter Vicki die Jugendlichen ebenfalls schwer durch seine Aussage, er habe alles gesehen. Seltsamerweise ist er aber von den vermeintlichen Mördern verschont geblieben.
Während des nun laufenden Gerichtsverfahrens wird der Privatdetektiv Ron Lax auf den Fall aufmerksam, und er entschließt sich in dem Fall für die Anwälte der Jugendlichen pro bono zu ermitteln. Im Laufe der Ermittlungen stößt er auf diverse Ungereimtheiten. Die Polizei besucht seine Ex-Frau und stellt Fragen. Offenbar will man verhindern, dass Lax etwas herausfindet. Lax kann nur Indizien sammeln, eingreifen kann er nicht.
Misskelley wird der Mittäterschaft beschuldigt, erhält allerdings ein gesondertes Verfahren. Die Hauptangeklagten wegen vorsätzlicher Tötung in angeblicher Verbindung mit Satanismus und Menschenopferung sind Jason Baldwin und Damien Echols. Baldwin wird wie Misskelley auch zu lebenslanger Haft verurteilt. Echols erhält das Todesurteil.
Ron Lax trifft nach dem Prozess die Mutter von Stevie Branch. Pamela Hobbs glaubt auch nicht an die Schuld der drei Jugendlichen. Sie zeigt Lax Stevies Taschenmesser, das sie überraschenderweise bei Stevies Stiefvater Terry Hobbs gefunden hatte. Sie meint, dass Stevie dieses Messer über alles liebte, wie alles, was er von seinem Großvater geschenkt bekam, und dass er sich nie davon getrennt hätte. Pam wundert sich, dass die Polizei dieses Messer nicht bei Stevies Leiche gefunden hatte und wieso es jetzt ihr Mann hatte.
Im Abspann des Films wird noch berichtet, dass Aaron Hutcheson, welcher der Polizei eine so außergewöhnliche Geschichte erzählt hatte, später behauptete, er wisse nicht, was wirklich passiert ist. Seine Mutter Vicki widerrief ebenfalls ihre Aussage und behauptete, die Polizei hätte sie bedroht und „in Todesangst versetzt“.
Zwei Jahre nach dem Verfahren wurde John Mark Byers’ Frau (die Mutter des kleinen Chris Byers) tot zu Hause aufgefunden. Die Ursache ihres Todes bleibt ungeklärt.
Terry Hobbs’ Haarproben von 1993 wurden nie von der Polizei untersucht.
Ron Lax arbeitete weiterhin für die Verteidigung. 2006 beschaffte er heimlich eine weitere DNA-Probe von Terry Hobbs. 2007 ließ die Verteidigung diese DNA-Proben testen. Die DNA-Proben von Terry Hobbs waren identisch mit der DNA eines Haares, das in den Fesseln von Michael Moore gefunden worden war.
Der blutverschmierte Mann aus dem Restaurant wurde nie gefunden.
Nach 18 Jahren im Gefängnis handelten Damien Echols, Jason Baldwin und Jessie Misskelley einen Vergleich mit dem Staat Arkansas aus. Daraufhin wurden sie 2011 aus dem Gefängnis entlassen, blieben aber weiter verurteilte Straftäter.
Pamela Hobbs hat die Suche nach dem wahren Mörder ihres Sohnes nie aufgegeben.

## Hintergrund
Der Fall wurde als West Memphis Three bekannt.
An der Realisierung von Devil’s Knot – Im Schatten der Wahrheit war die Filmproduktionsgesellschaft Worldview Entertainment beteiligt.
Der Film wurde an drei Standorten im US-Bundesstaat Georgia gedreht, und zwar in Morrow, Cartersville und Atlanta. Das Filmbudget betrug schätzungsweise 15 Millionen US-Dollar.
Der Film wurde am 8. September 2013 auf dem Toronto International Film Festival in Kanada gezeigt. In Deutschland fand am 3. Oktober 2013 eine Aufführung auf dem Filmfest Hamburg statt. Kinostart in den USA war am 9. Mai 2014 in ausgewählten Kinos.

## Rezeption
Devil’s Knot – Im Schatten der Wahrheit wurde überwiegend negativ bewertet. Auf der Website Rotten Tomatoes erreichte der Film bei 25 Prozent der Rezensenten eine positive Bewertung.

„‚Devil’s Knot – Im Schatten der Wahrheit‘ erzählt die wahre Geschichte der ‚West Memphis Three‘ und versucht das Verbrechen und die Ermittlungen möglichst präzise nachzuzeichnen. Doch Regisseur Atom Egoyan kann in dem komplexen Geflecht aus Verdächtigungen, Spuren und Vorverurteilungen die Spannung leider nicht durchweg aufrechterhalten.“